# Arcturus hastiger
Arcturus hastiger är en kräftdjursart som beskrevs av Richardson 1909. Arcturus hastiger ingår i släktet Arcturus och familjen Arcturidae. Inga underarter finns listade i Catalogue of Life.